# گمینا خئومنو
گمینا خئومْنو (به لهستانی:  Gmina Chełmno) یک گمینا در لهستان است که در شهرستان خئومنو واقع شده‌است. گمینا خئومنو ۱۱۴٫۰۵ کیلومتر مربع مساحت و ۵٬۲۳۹ نفر جمعیت دارد.